# Велика Уссурка
Велика Уссу́рка (рос. Больша́я Уссу́рка) — річка на Далекому Сході Росії, в Приморському краї. Одна з найбільших приток річки Уссурі.
До 1972 року називалася Іма́н. Перейменована після збройного конфлікту за острів Даманський.

## Географія

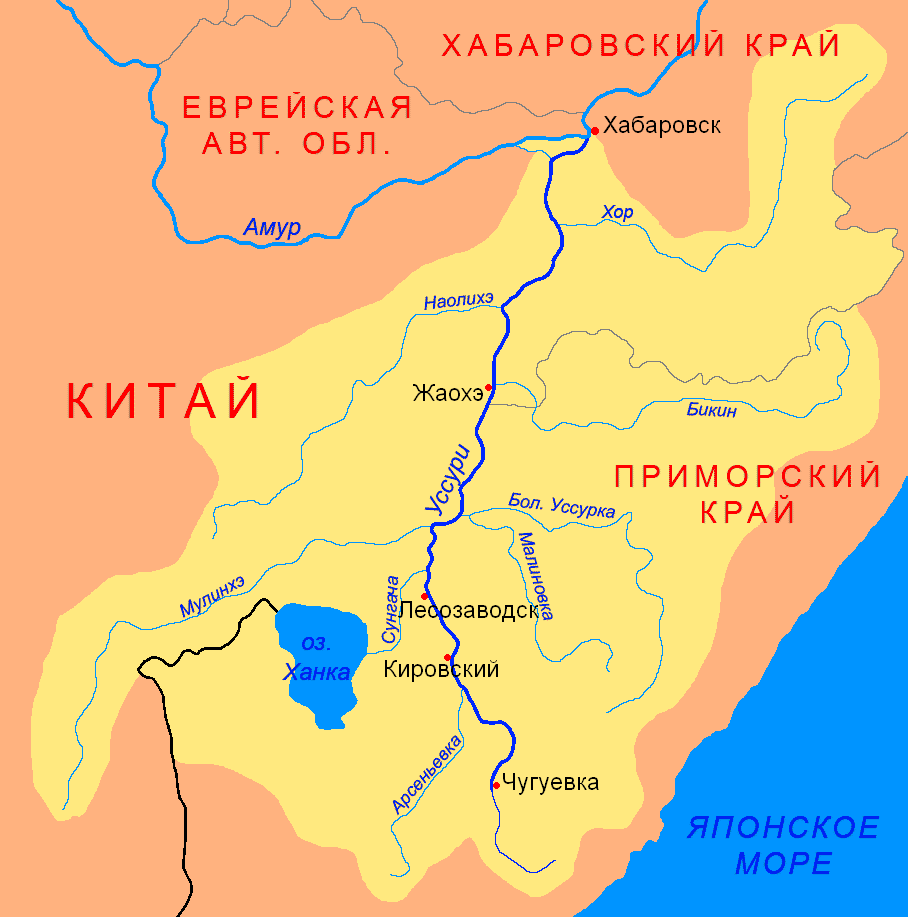
Басейн Уссурі

Довжина — 440 км, площа басейну — 29 600 км². Бере початок в Дальнєгорському міському окрузі на західних схилах Центрального Сіхоте-Аліню і біля міста Дальнєрєченськ впадає в річку Уссурі на відстані 357 км від її гирла. Річкова мережа басейну найбільш розвинена у верхній і середній його частинах.
Дно річки у верхній течії кам'янисте, нижче кам'яно-галькове і галькове. У нижній течії на глибоких плесах дно має піщану і піщано-галькову структуру.
Береги річки у верхній течії дуже круті і навіть обривисті, заввишки 1,5-2,5 м, частіше стрімкі скелясті схили сопок, що безпосередньо опускаються у воду. В середній і нижній течії річки береги найчастіше заввишки 1,0-2,0 м, також обривисті, але складені пухкими суглинними і супісчаними ґрунтами. Русло річки помірно-звивисте, ширина в середньому 80-100 м. Під час паводків в місцях розширення долини річка може розливатися на ширину 200—300 м. Глибина потоку також варіює у великих межах: на мілководдях від 0,5 до 1,3 м, на плесах до 2-4 м.